# Neogavara imitans
Neogavara imitans är en fjärilsart som beskrevs av Antonius Johannes Theodorus Janse 1964. Neogavara imitans ingår i släktet Neogavara och familjen snigelspinnare. Inga underarter finns listade i Catalogue of Life.